# Mézière
Mézière é uma comuna francesa na região administrativa da Bretanha, no departamento Ille-et-Vilaine. Estende-se por uma área de 16,23 km². Em 2010 a comuna tinha 5 052 habitantes (densidade: 311,3 hab./km²).